# Donald Barthelme
Donald Barthelme, född 7 april 1931 i Philadelphia, död 23 juli 1989 i Houston, var en amerikansk författare. Han är medgrundare av litteraturtidskriften Fiction 1972 och var chef för Contemporary Arts Museum i Houston 1961–1962.